# PGC 2061787
LEDA/PGC 2061787 ist eine Galaxie im Sternbild Bärenhüter am Nordsternhimmel. Sie ist schätzungsweise 2,6 Milliarden Lichtjahre von der Milchstraße entfernt und hat einen Durchmesser von etwa 280.000 Lichtjahren.
Im selben Himmelsareal befinden sich unter anderem die Galaxien NGC 5579, PGC 84142, PGC 2061435 und PGC 2061673.